# Перец, Ицхок-Лейбуш
И́цхок-Ле́йбуш Пе́рец (идиш יצחק לײבוש פּרץ‎; 18 (30) мая 1852, Замостье, Люблинская губерния, Царство Польское (ныне Люблинское воеводство, Польша) — 21 марта (3 апреля) 1915, Варшава) — еврейский писатель, классик еврейской литературы на идише, общественный деятель, юрист и адвокат. Оказал значительное влияние на развитие еврейской литературы и еврейской культуры дооктябрьского периода.

## Биография
Родился 18 (30) мая 1852 года в семье торговца в г. Замостье. Отец — Идл (Юдка) Перец (1825—1898), мать — Ривка Левина (1828—1914).
Занимался самообразованием. Печатался на польском, с 1875 года на иврите, с 1888 года — на идише.
В 1876 году после окончания варшавских курсов сдал экзамен на лицензию адвоката. В течение 11 лет вёл в Замостье адвокатскую канцелярию, пока царские власти не лишили его концессии (из-за доносов представителей ортодоксальных еврейских кругов, в которых обращалось внимание на «чрезмерное» употребление польского языка). Не нравилась властям и активная защита «польских бунтовников».
В 1890-х годах основал периодические издания «Ди йидише библиотек» (Еврейская библиотека), «Литератур ун лебн» (Литература и жизнь), сыгравшие большую роль в развитии еврейской общественной мысли.
Перец проявил себя смелым новатором в различных литературных жанрах. Ярче всего его талант проявился в остроконфликтной новелле. Выступал с критикой пережитков средневековья в еврейской среде. Трагичны в его рассказах жертвы религиозного аскетизма («Кабалисты», «В почтовом фургоне»).
В начале 1900-х годов в творчестве Переца преобладало романтическое начало: «Хасидские рассказы» (1900), «Народные предания» (1904—1909). Расчётливости буржуа он противопоставил духовное богатство персонажей, созданных народной фантазией. Это стилизации под еврейский фольклор, переиначенные притчи основателя хасидизма Баал Шем Това, мистические сказки ребе Нахмана из Брацлава, местечковые зарисовки.
Романтико-символические драмы: «Что таится в скрипке», «Ночь на старом рынке» (1907), «На покаянной цепи» (1909).
Творчество писателя оказало значительное влияние на развитие новой еврейской литературы.
Умер 3 апреля 1915 года и был похоронен на еврейском кладбище в Варшаве.

## Память
Имя Ицхока-Лейбуша Переца носит издательство книг на идише «Ицхок-Лейбуш Перец фарлаг» в Израиле и улицы в Варшаве и Вроцлаве, площадь в Нью-Йорке.

## Произведения Переца
- «Baj nacht afn altn mark» (1907; «Ночью в старом городе»)
- «Bilder fun a prowincrajze» (1891; «Картинки с путешествия по провинции»)
- «Bekante bilder» («Известные сценки»)
- «Chsidisz» («Хасидские мотивы»)
- «Churban bejt cadik» (1907; «Упадок двора цадика»)
- «Die goldene kejt» (1909)
- «Folkstimliche geszichtn» («Народные истории»)
- «Monisz» (1888)
- «Majne zichrojnes» (1913—1914; «Мои воспоминания») — (незаконченные)

Издания:
- Ицхок-Лейбуш Перец. Але верк, т. 1-18. — Нью-Йорк — Вильно, 1915-16.
- Ицхок-Лейбуш Перец. Ойсгевейлте верк, т. 1-2. — М., 1941.
- Ицхок-Лейбуш Перец. Собрание сочинений, т. 1-4. — М., 1911—1914. (Перевод на русский язык)
- Ицхок-Лейбуш Перец. Рассказы и сказки. — М.: ОГИЗ, 1941. — 272 с.
- Ицхок-Лейбуш Перец. Избранное. — М., 1962.

### Семья
- Первая жена — Сара Лихтенфельд (1870, развод 1875).
- Дети — сыновья Люциан и Иаков (умер в детстве).
- Вторая жена (с 1878) — Хелена (Нехама Рахеля) Рингельхайм (1860—1938; бездетный брак).